# Fritz Schallwig
Fritz Hermann Max Schallwig (* 7. Mai 1890 in Spandau; † 1960 in Hamburg) war ein deutscher Radrennfahrer.
Fritz Schallwig war als Radrennfahrer vor und nach dem Ersten Weltkrieg aktiv; seine Spezialitäten waren Fern- und Sechstagerennen. 1910 gewann er die Eintagesrennen Rund um Krefeld und Berlin-Leipzig-Berlin. 1911 war er bei Berlin–Cottbus–Berlin sowie bei Rund um Magdeburg siegreich. Beim Sechstagerennen in Dresden belegte er gemeinsam mit Richard Grossmann den zweiten Platz. 1913 gewann er mit Paul Passenheim das Sechstagerennen von Kiel.
Im Krieg diente Schallwig als Soldat und wurde mit dem Eisernen Kreuz ausgezeichnet. 1921 gewann er Nürnberg–München–Nürnberg, ein Rennen über 366 Kilometer, das er in 12 Stunden, 14 Minuten und 15 Sekunden bewältigte, nachdem er wenige Monate zuvor bei einem Rennen gestürzt war und sich schwer verletzt hatte. Im Jahr darauf beendete er seine Radsport-Laufbahn.
Schallwig war von 1917 bis zur Scheidung 1940 mit Emma Tonne verheiratet.